# Битва при Эль-Пла
Битва при Эль-Пла 15 января 1811 года была сражением между имперской французской колонной, состоящей из двух итальянских бригад, с одной стороны, и испанской дивизией под командованием Педро Сарсфельда с другой. Испанские войска выдержали и отразили атаку первой бригады, затем контратаковали и разгромили обе бригады. Сражение произошло во время Пиренейских войн, являющихся частью наполеоновских войн. Оно произошло около Эль-Пла-де-Санта-Мария, к северу от Вальса, Каталония, Испания.

## Предыстория
Осада Тортосы закончилась 2 января 1811 года, когда испанский гарнизон сдался 3-му корпусу Луи Габриэля Сюше. Во время осады 7-й корпус маршала Жака Макдональда заблокировал каталонскую армию Луиса Гонсалеса Торреса де Наварры, маркиза Камповерде, не дав ему вмешаться в операцию Сюше. Закончив осаду, Макдональд двинулся к Лериде (Льейде) с армией в 12 тыс. солдат. Бригада авангарда под командованием Франческо Орсателли (которого называли Эженио, фр. Eugenio) заняла Реус и направилась в Вилальонга-дель-Камп, чтобы оборонять позицию на реке Франколи, пока другая бригада будет атаковать Вальс.

## Силы сторон
В состав имперских сил входили по два батальона из 1-го и 2-го итальянских лёгких пехотных полков, по два батальона из 2-го, 4-го и 5-го итальянских линейных пехотных полков и один батальон 8-го итальянского линейного пехотного полка. Кроме того, у них было 30 итальянских королевских шассёров. Два эскадрона французского 24-го драгунского полка вступили в бой в конце битвы.

## Битва
Добравшись до Вальса, Эженио узнал, что поблизости находится вражеский отряд, и решил его атаковать. Сам Эженио был смертельно ранен, а его бригада была отброшена солдатами Сарсфельда. После того, как к остаткам бригады Эженио присоединилась бригада Джузеппе Федерико Паломбини, Сарсфельд снова атаковал и разгромил обе итальянские бригады. Только вмешательство небольшого французского кавалерийского отряда во главе с Жаком Антуаном Адрианом Делором предотвратило полную катастрофу.

## Итог
После этих сражений Макдональд обнаружил, что к нему приближаются основные силы Камповерде. Ночью французский маршал совершил марш-бросок на север до Монблана по дороге в Лериду, уступив поле боя испанцам.